# Uppsalafjall
Uppsalafjall är en kulle i republiken Island. Den ligger i regionen Västfjordarna, 210 km nordväst om huvudstaden Reykjavík. Toppen på Uppsalafjall är 510 meter över havet. Uppsalafjall ingår i Lágnafjöll.
Trakten runt Uppsalafjall är nära nog obefolkad, med mindre än två invånare per kvadratkilometer. Närmaste större samhälle är Patreksfjörður, omkring 20 kilometer söder om Uppsalafjall. Trakten runt Uppsalafjall består i huvudsak av gräsmarker.